# Avião Douglas DC-3 de Alta Floresta
O Douglas DC-3 de Alta Floresta é uma aeronave do tipo Douglas DC-3 aterrada no município de Alta Floresta, Mato Grosso. O avião começou sua história em 1957, quando foi comprado pela Transportes Aéreos Nacional (TAN) sob a matrícula PP-ANY. No ano de 1959, tornou-se parte da Força Aérea Brasileira (FAB), onde permaneceu até ter sido comprado pela RICO em junho de 1977, quando foi registrado com a matrícula PT-KVA. Um ano depois, passou a ser uma aeronave usada nos transportes do garimpo, com base em Alta Floresta, até ser abandonada por muitos anos. Em 2006, passou a pertencer ao Município de Alta Floresta, que o manteve em praça pública até os dias de hoje. Por sua importância histórica, foi tombado como patrimônio do Estado.